# Aeroportul Municipal Sylacauga
Aeroportul Municipal Sylacauga (IATA: SCD, ICAO: KSCD, FAA LID: SCD) este un aeroport din Alabama, Statele Unite ale Americii ce deservește zona Sylacauga⁠(d). Aeroportul a fost tranzitat în 2019 de 12 pasageri. A fost numit după zona deservită.
Situat la o altitudine de 173 m, aeroportul dispune de 1 pistă.

## Infrastructură

### Piste
Aeroportul dispune de o singură pistă. Pista 09/27 are suprafața de asfalt și dimensiunile 5.390 picioare × 100 picioare. 